# 西來武治
西來 武治（にしらい たけはる、1924年5月9日 - 2013年6月11日）は、医事評論家、浄土真宗の僧、仏教系の電話カウンセラー。新字体で西来 武治とも表記される。

## 生涯
北海道生まれ。龍谷大学文学部仏教学科卒。中学、高校教師をへて医事雑誌の編集に携わり、健康雑誌『ホームドクター』編集長、1982年退任。『ぴいぷる』編集長。朝日ホームドクター社取締役。1971年より海老名市の自宅で夫人のみわと「ダイヤルフレンド」を始め電話相談にのる。ヘルスプランニング西来代表取締役。1998-2002年千代田女学園中学校・高等学校長。真宗高田派住職。彰見寺衆徒。2012年仏教伝道文化賞受賞。
2013年6月11日、肺癌のため死去。

## 著書
- 『ダイヤル説法 4万人を救ったお経の名文句』学習研究社 1976
- 『健康ことわざ事典』東京美術 1983
- 『症状の自己診断』東京美術 1983
- 『西来武治のダイヤル相談室 中高年の悩みQ&A』ミネルヴァ書房 OP叢書 1983
- 『癒しに生かす経典の言葉108』春秋社 1989
- 『電話カウンセリング41章 ダイヤルフレンド 臨床仏教学実例集』探究社 1994
- 『生きる心のパワー』新葉館出版 2003
- 『病気にならない人の生き方・考え方』PHP研究所 2007

### 共著
- 『菩提心』西来みわ共著 保健同人社 1966
- 『病を生きる知恵 臨床仏教学の提言 医療と仏教との接点を求めて』村田謙二,赤根祥一共著 開山堂出版 1981

## 注
1. 1 2  『現代物故者事典2012～2014』（日外アソシエーツ、2015年）p.446
2. ↑  『病気にならない人の生き方・考え方』著者紹介